# Eriphus dimidiatus
Eriphus dimidiatus är en skalbaggsart som beskrevs av White 1855. Eriphus dimidiatus ingår i släktet Eriphus och familjen långhorningar. Inga underarter finns listade i Catalogue of Life.